# Roman Bürki
Roman Bürki (sinh ngày 14 tháng 11 năm 1990) là một cầu thủ bóng đá chuyên nghiệp người Thụy Sĩ đang chơi ở vị trí thủ môn cho St.Louis City SC. Trước đó Bürki thuộc đội hình của Grasshopper Club Zürich đã đánh bại FC Basel 4-3 bằng loạt đá luân lưu ở chung kết Cúp Thụy Sĩ 2013.
Anh là anh trai của hậu vệ Marco Bürki.

## Sự nghiệp

### Giải bóng đá Thụy Sĩ
Bürki bắt đầu sự nghiệp vào năm 2007 trong đội hình dự bị của BSC Young Boys. Năm 2009, anh chuyển tới FC Thun, và nửa năm sau đó anh tới FC Schaffhausen. Mùa hè 2010 anh quay trở lại BSC Young Boys, và lại nửa năm sau chuyển tới Grasshopper Club Zürich. Ban đầu, anh đóng vai trò thủ môn dự bị, và sau đó là thủ môn chính. Anh được cho mượn cho đến 2013, khi Grasshoppers mua lại quyền sử dụng anh.

### SC Freiburg
Ngày 24 tháng 5 năm 2014, anh ký hợp đồng với SC Freiburg.
Mùa giải 2014/15 của Bundesliga anh đảm nhận vị trí ở SC Freiburg như là người kế thừa Oliver Baumann  Tại Freiburg, Bürki chơi tổng cộng 34 trận, nhưng anh không thể ngăn đội nhà bị tụt xuống giải 2. Bundesliga.

### Borussia Dortmund
Ngày 14 tháng 6 năm 2015, anh ký hợp đồng với Borussia Dortmund. Anh có màn ra mắt tại Bundesliga vào thứ 7 ngày 15 tháng 8 trong trận đấu với Borussia Mönchengladbach và kết thúc với tỉ số 4-0 nghiêng về Dortmund.

## Đội tuyển quốc gia
Roman Bürki chơi cho đội tuyển U-21 Thụy Sĩ tại Giải vô địch bóng đá U-21 châu Âu 2011.
Kể từ năm 2013, anh được gọi vào đội tuyển bóng đá quốc gia Thụy Sĩ và nằm trong đội hình tham gia Giải vô địch bóng đá thế giới 2014 ở Brasil. Ngày 18 tháng 11 năm 2014, anh có trận ra mắt trong trận đấu giao hữu với Ba Lan.

## Thống kê sự nghiệp
Tính đến 9 tháng 9 năm 2017 
| Thành tích câu lạc bộ      | Thành tích câu lạc bộ | Thành tích câu lạc bộ | Giải quốc gia | Giải quốc gia | Cúp         | Cúp         | Châu lục | Châu lục | Khác | Khác | Tổng cộng | Tổng cộng | Tổng cộng |
| Câu lạc bộ                 | Giải                  | Mùa                   | Trận          | Bàn           | Trận        | Bàn         | Trận     | Bàn      | Trận | Bàn  | Trận      | Bàn       |           |
| Thụy Sĩ                    | Thụy Sĩ               | Thụy Sĩ               | Giải quốc gia | Giải quốc gia | Cúp Thụy Sĩ | Cúp Thụy Sĩ | Châu Âu  | Châu Âu  | Khác | Khác | Tổng      | Tổng      |           |
| -------------------------- | --------------------- | --------------------- | ------------- | ------------- | ----------- | ----------- | -------- | -------- | ---- | ---- | --------- | --------- | --------- |
| FC Thun (cho mượn)         | 2009–10               | Challenge League      | 4             | 0             | 2           | 0           | –        | –        | –    | –    | 6         | 0         |           |
| FC Schaffhausen (cho mượn) | 2009–10               | Challenge League      | 9             | 0             | 0           | 0           | –        | –        | –    | –    | 9         | 0         |           |
| Young Boys                 | 2010–11               | Super League          | 2             | 0             | 0           | 0           | 2        | 0        | –    | –    | 4         | 0         |           |
| Grasshopper (cho mượn)     | 2010–11               | Super League          | 11            | 0             | 0           | 0           | 0        | 0        | –    | –    | 11        | 0         |           |
| Grasshopper (cho mượn)     | 2011–12               | Super League          | 31            | 0             | 0           | 0           | –        | –        | –    | –    | 31        | 0         |           |
| Grasshopper (cho mượn)     | 2012–13               | Super League          | 34            | 0             | 4           | 0           | –        | –        | –    | –    | 38        | 0         |           |
| Grasshopper                | 2013–14               | Super League          | 34            | 0             | 3           | 0           | 4        | 0        | –    | –    | 41        | 0         |           |
| Tổng                       | Tổng                  | Tổng                  | 125           | 0             | 9           | 0           | 6        | 0        | 0    | 0    | 140       | 0         |           |
| Đức                        | Đức                   | Đức                   | Giải          | Giải          | DFB-Pokal   | DFB-Pokal   | Châu Âu  | Châu Âu  | Khác | Khác | Tổng      | Tổng      |           |
| SC Freiburg                | 2014–15               | Bundesliga            | 34            | 0             | 2           | 0           | –        | –        | –    | –    | 36        | 0         |           |
| Borussia Dortmund          | 2015–16               | Bundesliga            | 33            | 0             | 6           | 0           | 3        | 0        | –    | –    | 42        | 0         |           |
| Borussia Dortmund          | 2016–17               | Bundesliga            | 27            | 0             | 4           | 0           | 8        | 0        | 1    | 0    | 40        | 0         |           |
| Borussia Dortmund          | 2017–18               | Bundesliga            | 3             | 0             | 1           | 0           | 0        | 0        | 1    | 0    | 5         | 0         |           |
| Tổng                       | Tổng                  | Tổng                  | 97            | 0             | 13          | 0           | 11       | 0        | 2    | 0    | 123       | 0         |           |
| Tổng sự nghiệp             | Tổng sự nghiệp        | Tổng sự nghiệp        | 222           | 0             | 22          | 0           | 17       | 0        | 2    | 0    | 263       | 0         |           |

1. ↑  Bao gồm DFB-Supercup và FIFA Club World Cup.

| Đội tuyển quốc gia Thụy Sĩ | Đội tuyển quốc gia Thụy Sĩ | Đội tuyển quốc gia Thụy Sĩ |
| Năm                        | Trận                       | Bàn                        |
| -------------------------- | -------------------------- | -------------------------- |
| 2014                       | 1                          | 0                          |
| 2015                       | 3                          | 0                          |
| 2016                       | 2                          | 0                          |
| 2017                       | 1                          | 0                          |
| 2018                       | 2                          | 0                          |
| Tổng                       | 9                          | 0                          |